# 藤崎弘士
藤崎 弘士（ふじさき ひろし、1971年2月28日 - ）は、NHKのチーフアナウンサー。三重県安芸郡（現・津市）出身。

## 経歴・人物像
高田高等学校を経て青山学院大学卒業後、1993年入局。
東京では『爆笑オンエアバトル』の司会を高山哲哉から引き継ぎ、バラエティー担当として売り出される。期間中高山が阿部渉と白組司会を務めた第54回NHK紅白歌合戦のラジオ担当に起用されたが、このときは担当していた『オンバト』出演者が歌手として出場したこともあり、前任者の高山に誘導されるかのようにステージに上がる。直後に女性司会陣にたしなめられるという一幕もあった。
2007年8月の異動で初任地の福井に戻り、のちに2008年6月より3年間、杉浦隆の後任として、アナウンス担当副部長も務めた。本人は当時の福井局公式プロフィールで、新人時代に鯖江出身の女性と結婚したこと、鯖江の妻の実家からの通勤であったことを明らかにしていた。また、福井局のマスコットキャラクター「一福丸（いっぷくまる）」の制作にも関与したという。
アニソン関連の番組や特番で司会を担当する時には、アニメファンとしてのマニアックな一面を覗かせる。『超時空要塞マクロス』以来の「マクロスシリーズ」のファンで、マクロス藤崎（マクロスF）との異名も。『今日は一日“アニソン”三昧』シリーズではマクロスソングコーナーを受け持ち、松山放送局在籍中はマクロスのロゴをイメージしたプロフィール写真を使用していた。

## 現在の担当番組
- まるっと!みえ（編集責任者、小川浩司、橋爪秀範のキャスター代行）
- FMみえDE川柳（パーソナリティ、編集責任者）
- アナウンスグループ統括
- 津放送局制作番組の編集責任者

## 過去の担当番組
- イブニングネットワークふくい
- 爆笑オンエアバトル（2003年4月 - 2005年3月。ただし2004年度は「オンエアバトル爆笑編」として放送されたため隔週担当）
- 第54回NHK紅白歌合戦（ラジオ実況、2003年12月31日）
- それいけ!民謡うた祭り（司会、 - 2007年3月）
- 日本の民謡（司会、 - 2007年3月）
- 渋谷DEどーも ななみのヒーロー大集合!（2007年5月3日、BS2）
- BS永遠の音楽大全集 アニメソング特集（司会、2007年・2009年）
- 渋谷アニメランド（司会）
- 今日は一日“アニソン”三昧シリーズ（司会、FMで随時）
- ここはふるさと旅するラジオ

※前身の『こんにちは80ちゃんです』も担当。
- 福井県のニュース・中継・リポート
- ニュースザウルスふくい（編集責任者）
- おはよう福井（不定期）
- 福井放送局アナウンス副部長
- 福井放送局制作番組の編集責任者
- NHKジャーナルキャスター（2011年8月22日 - 24日、31日）
- おはよう静岡（2015年8月3日）
- ひるブラ リポーター（関東1都6県からの中継時）（2013年4月 - 2016年3月）
- 愛媛県・四国地方のニュース
- ひめポン!（編集責任者、小澤康喬のキャスター代行など）
- えひめ845（不定期）
- おはようえひめ（不定期・平日）
- 放送部アナウンス専任部長
- 松山放送局制作番組の編集責任者
- アニソン・アカデミー（2013年4月 - 2016年3月・2018年8月 - 2023年6月、不定期に出演）
- アニソン!プレミアム!2018（特番司会）